# Otto Witte
Otto Witte (16 oktober 1872 - 13 augustus 1958) was een Duits circusartiest en kortstondig koning van Albanië.
Hij werd geboren in Berlijn-Pankow. Al op zijn achtste werkte hij als goochelaar. Hij reisde later de hele wereld af. In 1912 nam hij dienst in het Turkse leger, waar hij het al snel schopte tot majoor bij de geheime dienst.
In 1913 besloot het Ottomaanse Rijk, in een poging haar macht in Albanië niet volledig te verliezen, om van Albanië een pseudo-onafhankelijk koninkrijk te maken. Prins Halim Eddin, een neef van de sultan, werd gekozen om het koningschap op zich te nemen. Deze stelde zijn vertrek naar de Albanese hoofdstad Tirana echter uit. Witte, die sprekend op de prins leek, besloot naar Albanië te reizen voordat de echte prins aan zou komen. Voor zijn vertrek stuurde hij twee telegrammen naar Tirana, ondertekend met de naam van de prins, waarin hij zijn komst twee dagen later aankondigde. Verkleed in een zelfgemaakt fantasie-uniform werd hij door de inwoners van Tirana groots onthaald en op 15 augustus 1913 tot koning Otto I gekroond. Pas na vijf dagen, waarin Witte uitgebreid genoot van zijn harem, feesten gaf en de oorlog verklaarde aan Montenegro, werd het bedrog ontdekt en vluchtte hij verkleed als boer het land uit. De neef van de sultan had inmiddels geen zin meer in het koningschap. In zijn plaats werd in 1914 de Duitse prins Wilhelm zu Wied tot koning van Albanië gekroond. 
Er wordt ernstig getwijfeld aan het waarheidsgehalte van Witte's verhaal. Er is in ieder geval nooit enig bewijs van gevonden, en prins Halim Eddin schijnt helemaal niet te hebben bestaan.
Witte, die erin slaagde zijn oud-koningschap in zijn paspoort vermeld te krijgen, zou zich de rest van zijn leven op dit feit laten voorstaan. Na de Eerste Wereldoorlog probeerde hij zonder veel succes in de Duitse politiek te gaan. Zijn kandidatuur voor het presidentschap bij de verkiezingen van 1925 trok hij terug 'uit beleefdheid' tegenover de gedoodverfde winnaar Paul von Hindenburg. De laatste keer dat Witte uitgebreid in het nieuws kwam was in 1956, toen hij in de media zijn verontwaardiging uitte over het feit dat hij niet was uitgenodigd voor de bruiloft van prins Reinier III van Monaco met voormalig actrice Grace Kelly. Hij overleed in 1958 in Hamburg.
- Gemeinsame Normdatei: 122467272
- International Standard Name Identifier: 0000 0000 2407 4515
- Virtual International Authority File: 5815083
- WorldCat: E39PBJwxGKbPBfwY7QJJ3xTfv3